# 串木野鉱山
串木野鉱山（くしきのこうざん）は、九州南西部の鹿児島県いちき串木野市にある金や銀を産出した鉱山。

## 概要
300年以上の歴史を持つ。算出した金の量は国内第4位の56トン。狭義には西山坑（一坑）、芹ヶ野坑（二坑）を指すが、広義には、芹ヶ野金山（せりがのきんざん）、荒川鉱山、羽島鉱山、芹場鉱山などの鉱山群を含めて扱い、これらの鉱脈群は東西12km、南北4km の範囲に分布する。1994年に操業を停止し、平行して『ゴールドパーク串木野』というテーマパークも設けられたがそれらも含めて2003年に施設閉鎖される。2005年より一部の坑道を利用して薩摩金山蔵となった。

## 地質
いちき串木野市街地北部に広がる山地は中新世後期から鮮新世前期に活動した北薩火山群に属する火山の名残であり、北薩安山岩類と呼ばれるプロピライト化作用を受けた輝石安山岩から成っている、その中に浅熱水性含金銀石英－方解石脈が胚胎している。400万年前に高温の地下水によってつくられた熱水鉱床であり、石英や方解石からなる鉱脈に金や銀がエレクトラムやテルル化金として含まれている。鉱石は主に「銀黒鉱」と「オシロイ鉱」が産出され、金銀比は約1：10であった。

## 鉱脈
火立ヶ丘周辺に約40本の鉱脈が分布する。多くの鉱脈は東北東から西南西の方向に延びており、東南東に45度の傾斜で地下へも延びている。主な鉱山は、北西から羽島鉱山、荒川鉱山、西山鉱区、芹ヶ野金山、芹場鉱山の順に並んでいる。大きな鉱脈は、北西から光瀬𨫤（羽島金山）、荒川𨫤（荒川鉱山）、串木野1号𨫤（西山坑）、串木野15号𨫤（芹ヶ野金山）などと呼ばれる。中でも最も大きな鉱脈は串木野1号𨫤（ひ）であり、その規模は幅3-60m、上下450mで長さ2600mに及ぶ日本有数の金鉱脈だった。

## 三井串木野鉱山の歴史

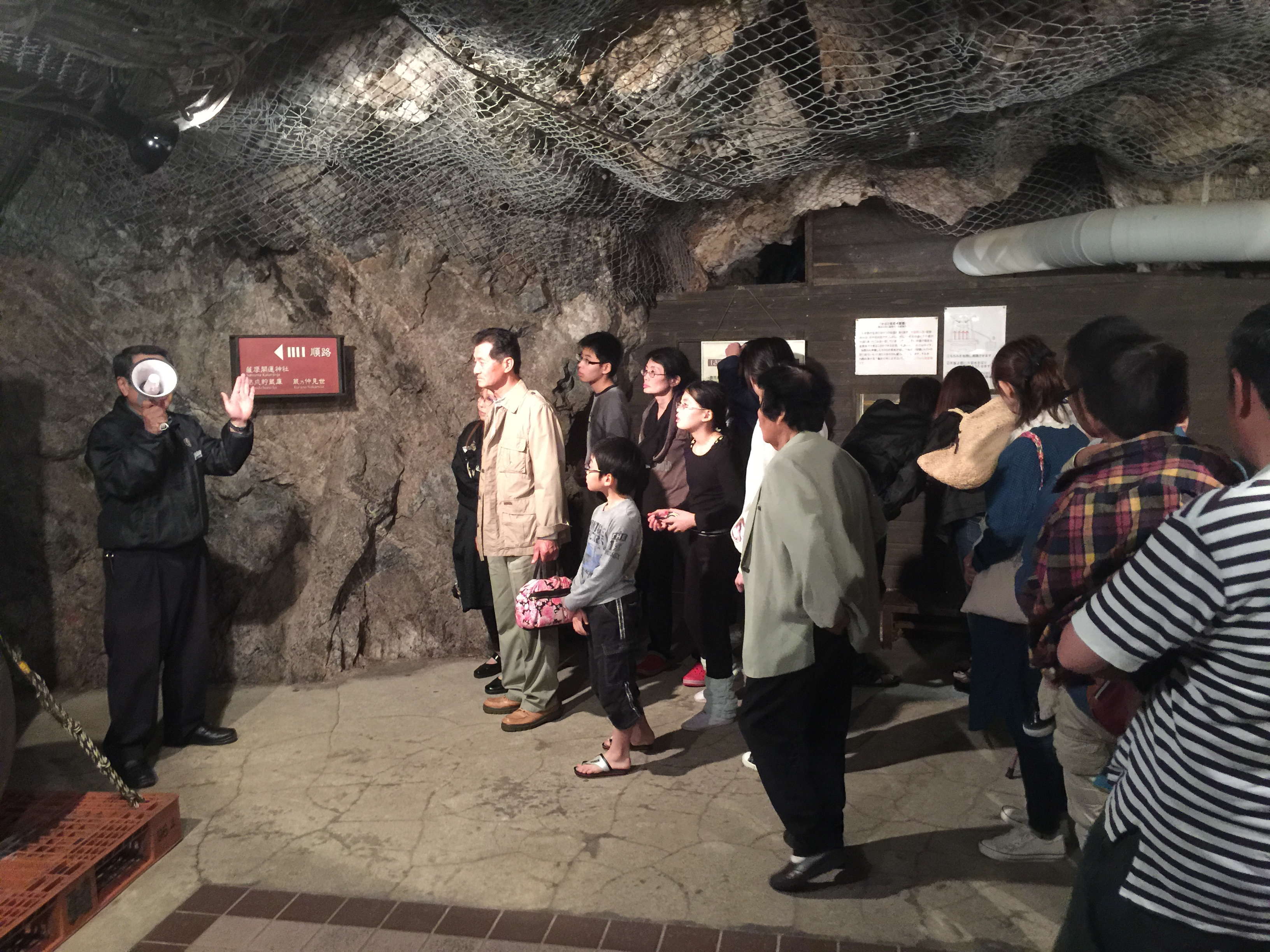
坑道見学（薩摩金山蔵となった後の撮影）

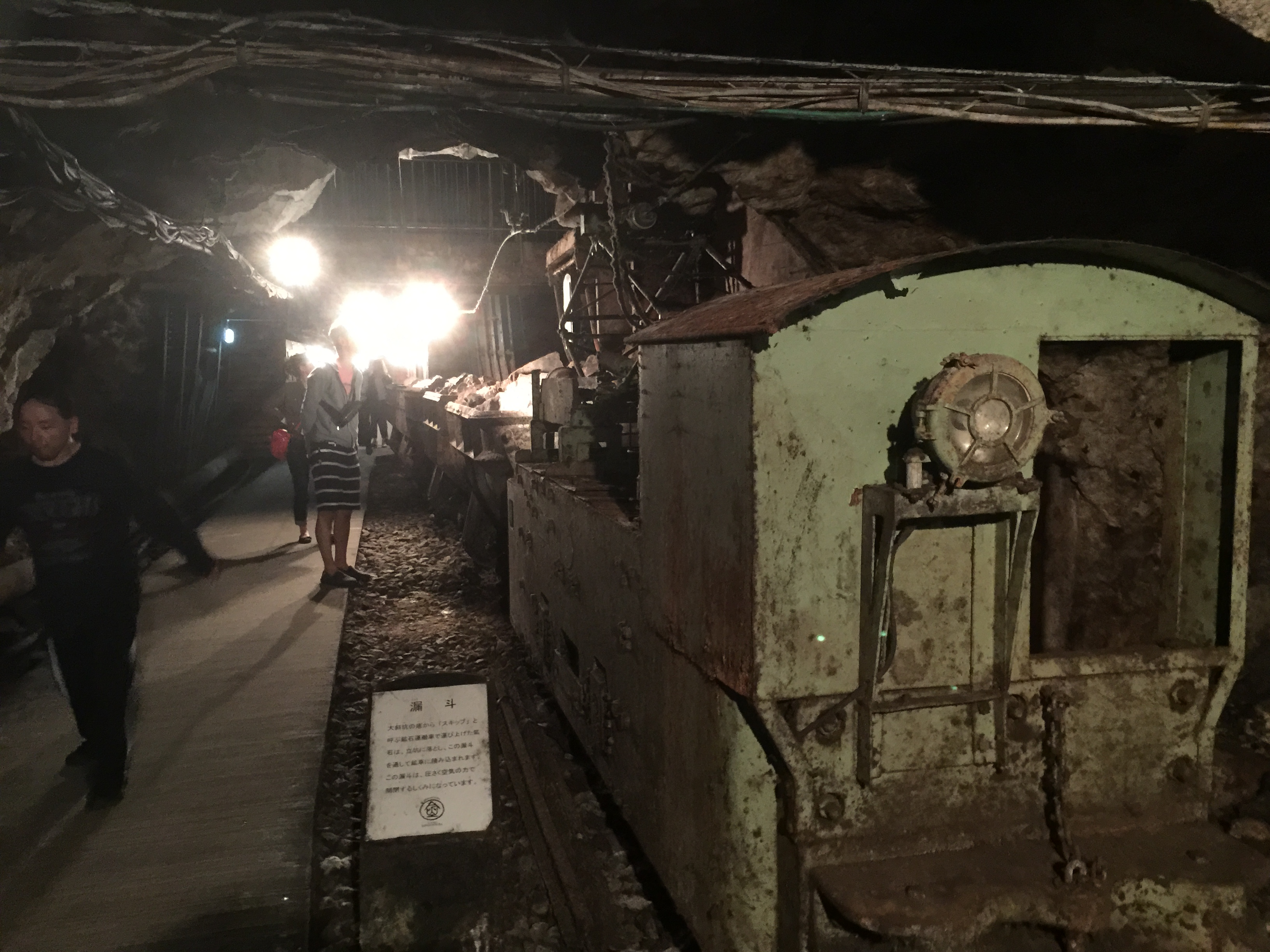
坑道と坑道内に残された車両

1906年（明治39年）、採算が悪化していた西山鉱区を買収する形で三井鉱山（後の日本コークス工業）の進出が始まった。1912年（明治45年）に羽島鉱山を買収し、1914年（大正3年）3月には全泥式青化精錬法を日本で最初に導入している。1928年（昭和3年）に当時休山となっていた芹ヶ野金山の譲渡を受け、1934年（昭和9年）には芹場鉱山の再開発を始めた。1936年（昭和11年）には、坑道が海面下226mに達する。昭和14年には、1日で1300トンの鉱石が採掘され、年間1397kgの金を産出した。昭和18年、太平洋戦争のために鉱山休止（金鉱山整備令）。昭和24年に操業再開。1950年（昭和25年）に神岡鉱業（後の三井金属鉱業）の傘下に入ったが、1964年（昭和39年）4月に三井串木野鉱山として独立した。昭和40年枕崎市の岩戸金山での採鉱を開始。昭和41年に坑道が海面下347mに達する。昭和46年に台風19号により坑道の浸水被害あり、3千万円を超える損害を被る。この頃が戦後の最盛期であり、年間15万tの鉱石を採掘していた。1974年（昭和49年）に荒川鉱山を買収した。昭和53年、減少傾向にある採鉱業の穴を埋める形で、貴金属のリサイクル業が開始される。昭和59年荒川斜坑完成。1986年（昭和61年）、採掘が終了した10-11-12層目の坑道が水没処分となる。1988年（昭和63年）11月には坑道跡を利用した観光坑道『ゴールドパーク串木野』が開園した。操業中の鉱山の一部を観光坑道としてテーマパーク化するというユニークな試みは高く評価されたが、その後の業績低迷のために2003年に閉鎖された。閉鎖の少し前より金相場の低迷と鉱石品質の低下により串木野での採鉱も低迷しており、平成元年には採掘量1万トンに減少した。金相場の低迷と鉱石品質の低下により、1994年（平成6年）以降、串木野鉱山での採掘は行われていなかった。1997年に金鉱山としての操業を終える。2003年に酒造メーカーが焼酎の熟成貯蔵庫として坑道の一部を使用し、坑道内に醸造所なども設置したうえで『薩摩金山蔵』として金と焼酎のテーマパークとしてリニューアルオープンさせた。
精錬所においては、2015年現在国内では数少ない青化法（シアン化法）による湿式精錬が行われている。串木野鉱山の坑道は16層に掘削され、西山坑の搬出のためのトロッコ列車は2層目に位置していた。1層目は海抜100m、最下層の16層目は海面下350mに達した。広さは東西に3800m、南北に2700mとなり、全ての坑道を接続すると全長120kmとなった。上下の坑道を連絡する荒川斜坑などの数か所の斜坑が掘削された。2015年現在、水没していないのは1-2層目だけで、残りの坑道は全て水没している。2層目の数百メートルの区間だけが薩摩金山蔵の観光坑道、アルコール飲料熟成倉庫として利用されている。精錬所において、同じ鹿児島県内にある赤石鉱山で露天掘りした鉱石の精錬や産業廃棄物からの貴金属回収を行っている。2004年現在、従業員数80名。

## 各鉱区ごとの歴史
芹ヶ野金山は鎌倉時代、羽島鉱山は文禄年間に採掘が行われたとの説もあるが当時の記録は残されていない。

### 西山坑
一坑と称した。鉱脈が発見されたのは、万治年間（1658年-）とも鎌倉時代とも言われるが、詳細な資料は残っていない。元禄年間（1688年-）、串木野1号𨫤（ひ）東部の地表近くを採掘していたが、明治になってから本格的な採鉱が始まった。いくつかの鉱区に分けられ、複数の企業によって非効率的な操業が行われていた。中には300-400人の工夫を雇用し、水車を使って1日に50tの鉱石を処理していた鉱区もあった。しかし次第に出水に悩まされるようになり作業効率の低下に悩まされることになった。大手資本による投資による鉱山設備拡充が望まれるようになり、各鉱区を大資本のもとに統合する形で、1905年（明治38年）三井鉱山合名会社に買収された。三井は巨額の投資を行い、排水設備や送風設備、運搬・精錬などが一新された。西山坑近くの旭小学校の生徒数は2004年現在40名前後であるが、1942年（昭和17年）には880名余りが通学していた。西山坑からの鉱石は、トロリー電車によって頂部の精錬所まで運搬されていた。1997年に操業を停止するまでは、LHD（ロードホールダンプ）やジャンボ削岩機などの近代的な自走重機を使ってのトラックレスマイニング（軌道を使用しない採掘作業）が行われた。出鉱品位は金5-8g/t、銀はその約10倍であったが、富鉱体は金10-30g/tにも達した。1997年まで操業。2015年現在は『薩摩金山蔵』としてテーマパークになっている。

### 芹ヶ野金山
二坑と称した。串木野1号𨫤の南東部に位置し、15号𨫤（V15）を始め多数の鉱脈群からなる。15号𨫤は全長1800m、幅0.3m-2.1m、上下連続280mの規模であった。薩摩藩内では1640年（寛永17年）に山ヶ野金山が発見され盛んに採掘されていたが、1643年（寛永20年）に江戸幕府から採掘中止の命令が下された。このため余剰となった鉱山技術者が1650年頃から当時有望視されていた串木野村芹ヶ野付近の探査にあたり、1652年（承応元年）に鉱脈が発見された。このうち特に有望な鉱脈は発見者の八木越後守正信にちなんで八木殿𨫤と呼ばれた。1655年（明暦元年）から開発が始められ、1660年（万治3年）には島津綱貴の指示によって本格的な採掘が始められた。一時期は7千人を超える鉱夫を集めるほどであったが、その後次第に衰え1682年（天和2年）に休山となった。
1698年（元禄11年）、江戸幕府が各藩に鉱山の開発を指示した。薩摩藩もこれに従い再開発に着手したが1717年（享保2年）に再び休山となった。1786年（天明6年）に出雲国出身の吉田喜三次が、1793年（寛政5年）に加治木の商人森山太助が、1827年（文政10年）には密貿易資金とする目的で調所広郷が、それぞれ再開発を試みたものの成功には至らなかった。
1864年（元治元年）、島津家が再開発に着手し、翌1865年には山ヶ野金山から約100名の鉱山技術者を派遣し指導にあたらせた。1871年（明治4年）頃から水車が利用されるようになり、生野銀山から水銀を用いる精錬法が導入され生産量が急増した。1886年（明治19年）4月には水搗混汞法が導入されている。1888年（明治21年）、採算の悪化に伴い島津家による直営から自稼山制度と呼ばれる独立採算制への転換が進められた。

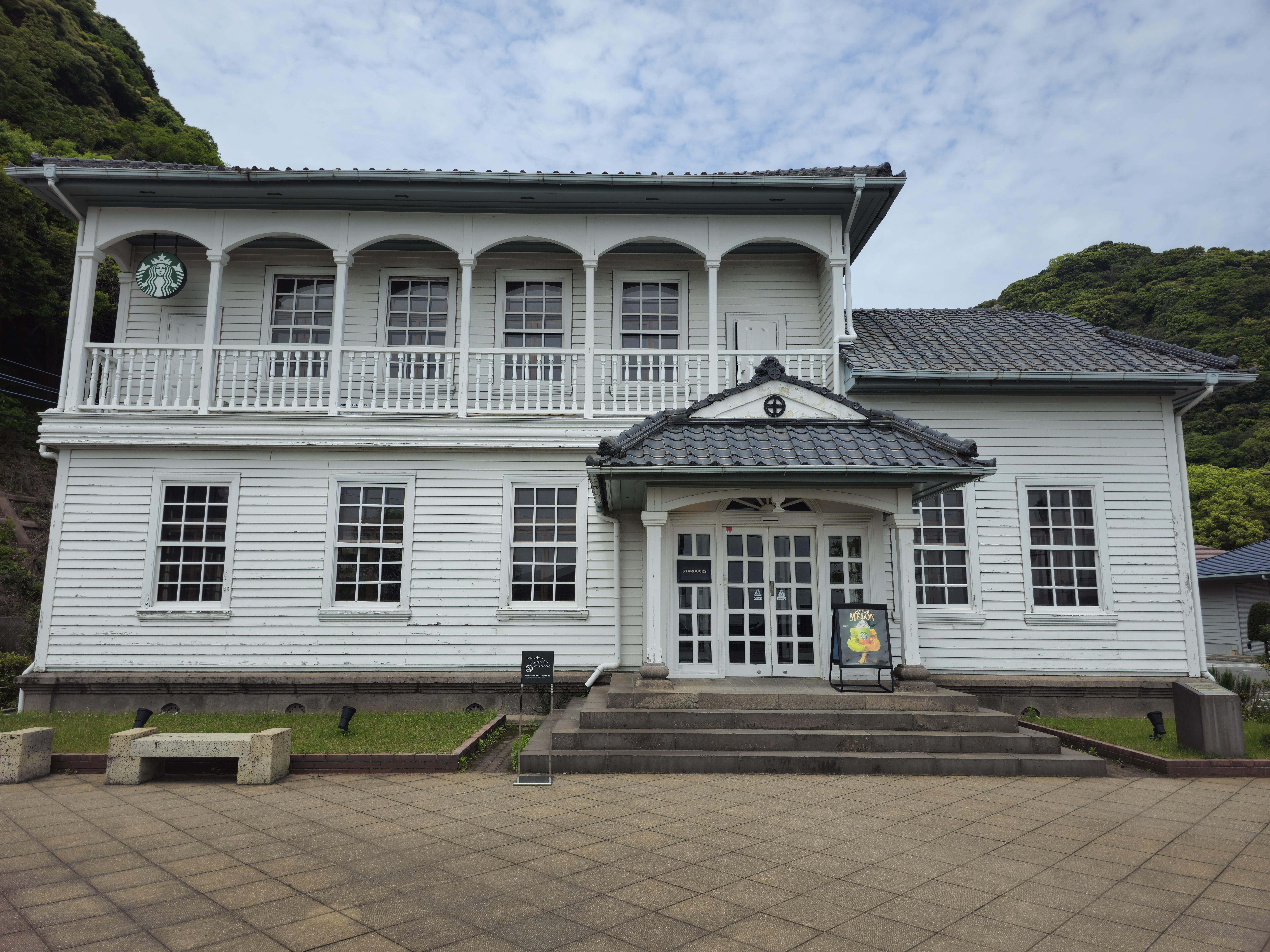
スターバックス鹿児島仙巌園店として活用されている旧島津家芹ヶ野金山鉱業事業所（2024年）

1904年（明治37年）5月、工学博士の五代龍作が責任者に任命され、資本金55万円を投入して精錬所の新築や新坑開発などの拡張工事が行われた。同年、後藤新平が視察に訪れる機会に合わせて急遽新しい事務所が建設された。この建物はその後鹿児島市城西２丁目に移築されて島津興業本社として利用されていたが1986年（昭和61年）に鹿児島市の尚古集成館近くへ移設されており、1999年（平成11年）に登録有形文化財に登録され現在はスターバックスコーヒー鹿児島仙巌園店として利用されている。
1908年（明治41年）12月には鉱山から16km南方の日置郡中伊集院村轟滝に大田発電所と呼ばれる水力発電所が建設され、精錬所の動力や電灯に利用されるようになった。1909年（明治42年）5月にシアン化カリウムを用いる青化法による精錬法が導入されたが、生産量減少や第一次世界大戦後の不況などにより1924年（大正13年）に休山となり、後に三井串木野鉱山に譲渡された。鉱石の品位は明治後半には金20g/t以上、大正年間には金8g/t前後、銀はその約10倍であった。芹ケ野郵便局より南東に向かった山間に採鉱の場があった。鉱石の枯渇により、昭和50年代に採掘が終了となった。2015年現在でも、現場は広く切り開かれたままである。

### 荒川鉱山
串木野鉱山西山坑の北西部1Kmに位置する鉱山であり、明治年間に個人によって開発された。1932年（昭和7年）から日本鉱業（後のジャパンエナジー）が経営していたが、1955年（昭和30年）に休山となり、後に三井串木野鉱山に買収された。最大の荒川2号𨫤（AV2）は、全長1200m、脈幅0.5m-15m、上下連続210m以上であった。鉱石の平均品位は金6g/t、銀40g/t前後だった。西山坑と内部で接続され、荒川斜坑などが設けられた。平成元年に採掘を中止した。

### 羽島鉱山
荒川鉱山からさらに北西部に離れた位置にある鉱山であり、西山坑から4kmの距離がある。羽島海岸には鉱脈の露頭があり、鉱脈はそのまま東シナ海の海底に続いている。江戸時代から採掘されていた。1904年（明治37年）に青化精錬所が設けられたが焼失し、後に三井串木野鉱山に買収された。数条の鉱脈があり、太平洋戦争前までは断続的に採鉱された。

## 精錬方法

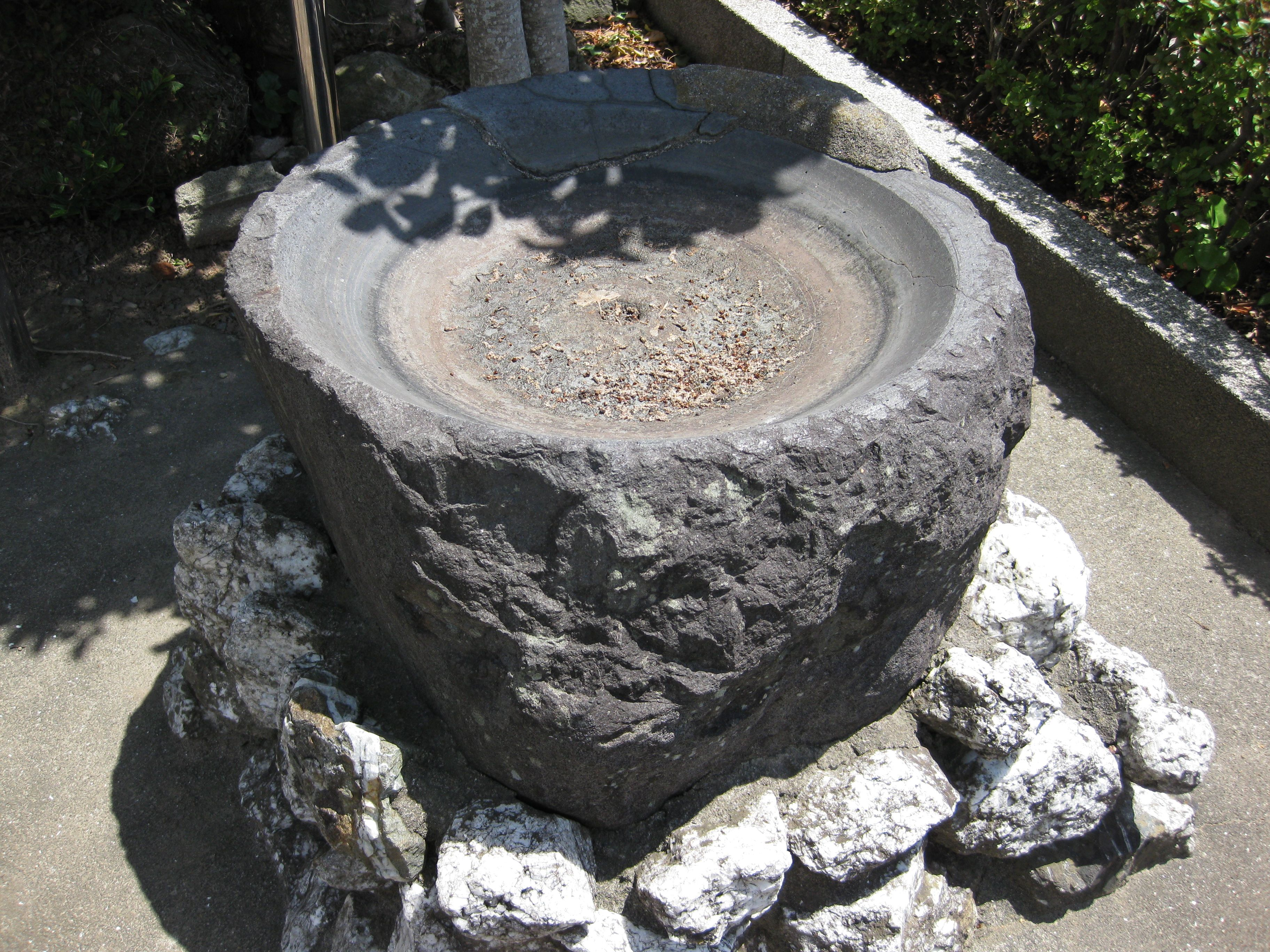
串木野鉱山で使われた石臼

### 元治年間-明治初期
1. 採掘された鉱石を鎚で叩いて砕く。
2. 石臼、あるいは木枠内に扁平な石を並べた蹈臼と呼ばれる臼で擂り潰す。
3. 粉砕された鉱石粉を篩い分けする。
4. 淘鉢と呼ばれる容器に鉱石粉と水を入れ揺り動かして金を選別する。

### 明治後期（青化法）
1. 採掘された鉱石を粉砕機で直径25ミリメートル以下に粉砕する。
2. 鉱石粒を槽に投入しシアン化カリウムと水銀を加えさらに粉砕する。
3. 沈殿槽に導き砂を沈殿させる。シアン化カリウムは回収され再利用される。
4. さらに粉砕しシアン化カリウムを追加し、圧縮空気などを用いて混合する。
5. 濾過した後に水銀を加えて金のアマルガムを得る。
6. アマルガムを釜へ入れて加熱乾留し金を得る。水銀は冷却器で回収され再利用される。